# Victor August Julius
Victor August Julius (Utrecht, 11 mei 1851 - Utrecht, 1 mei 1902) was een Nederlandse natuurkundige. Van 1888 tot 1896 was hij hoogleraar in de proefondervindelijke natuurkunde, fysische aardrijkskunde en meteorologie aan de Universiteit Utrecht, en zijn aanstelling in 1896 als hoogleraar in de mathematische fysica en theoretische mechanica wordt gezien als het begin van de theoretische natuurkunde in Utrecht.

## Opleiding
Victor Julius bezocht het gymnasium in zijn geboortestad Utrecht (1863 - 1867) waarna hij in 1867 student werd aan de Universiteit Utrecht. Op 24 januari 1873 promoveerde bij hoogleraar Cornelis Grinwis op het proefschrift De leer der quaternions in hare toepassing op de leer van den circulairen hodograaf.

## Loopbaan
Als student gaf hij les aan het Gymnasium in Utrecht en nog voor zijn promotie was hij benoemd tot leraar aan de HBS te Roermond (van 1872 - 1877). Hierna was hij gedurende negen jaren burgerleraar aan de Koninklijke Militaire Academie te Breda (1877 - 1886) en twee jaren leraar aan de HBS te Delft (1886 - 1888). Hij werd in 1888 bekend om zijn theoretisch onderzoek naar de interpretatie van spectraallijnen ('De lineaire spectra der elementen'). In september 1888 volgde hij hoogleraar Buys Ballot op in de proefondervindelijke natuurkunde, de fysische aardrijkskunde en de meteorologie aan de Universiteit Utrecht (1888-1896). Ook werd hij directeur van het natuurkundig laboratorium. Zijn voorkeur voor een meer wiskundige studierichting deed hem besluiten om zijn leerstoel te verwisselen voor de mathematische fysica en theoretische mechanica. Zijn aanstelling in augustus 1896 als hoogleraar in de mathematische fysica en theoretische mechanica wordt gezien als het begin van de theoretische natuurkunde aan de Universiteit Utrecht. In 1897 werd Victor Julius gekozen als lid van de Koninklijke Nederlandse Akademie van Wetenschappen (KNAW). Hij overleed op 1 mei 1902 op 50-jarige leeftijd.
In opdracht van de Koninklijke Militaire Academie schreef Julius het Leerboek der Natuurkunde. Het boek muntte uit in zijn zorgvuldigheid van formuleringen en strengheid van definities en gevolgtrekkingen. De eerste druk uit 1881/1882 was aanvankelijk geschreven voor de cadetten op de militaire academie, maar werd spoedig veel gebruikt op universiteiten. Een tweede druk werd uitgegeven in 1889/1891 na ministerieel verzoek. Voor de derde druk uit 1897/1899 was het eigendom van het boek in eigen handen. Voor iedere druk werd Julius geholpen door zijn broer dr. F.H. Julius, die leraar in de natuurkunde en mechanica was aan de Rijks-HBS te Zwolle. 
Gedurende zijn hoogleraarschap in Utrecht heeft Julius vooral een bijdrage geleverd aan het universitair onderwijs van het departement natuurkunde. Julius stond bekend als een uitstekend docent: zijn colleges en (nieuwe) demonstratietoestellen waren erg populair. Het aantal studenten dat deel wilde nemen aan de praktische oefeningen in het laboratorium steeg zelfs zo sterk dat daar een rem op moest worden gezet door gebrek aan financiële middelen en door gebrek aan ruimte. Het onderwijsinstituut van het departement natuurkunde van de Universiteit Utrecht werd aan het einde van de 20ste eeuw naar hem vernoemd (Julius Instituut). 

## Familie
Victors vader, Willem Julius (1803 - 1861), was hoofdonderwijzer van de departementale school te Utrecht en bezat als een van de weinigen de destijds bestaande eerste onderwijsrang. 
Victor August Julius trouwde op 17 juli 1879 met Josina Gepke de Kock, zus van Jan Pieter de Kock (burgemeester van Kamerik en burgemeester van Zegveld). Ze kregen 3 dochters (waarvan er 1 jong overleed) en 1 zoon.
In 1896 werd Victor Julius als hoogleraar proefondervindelijke natuurkunde en als directeur van het natuurkundig laboratorium opgevolgd door zijn neef Willem Henri Julius.

## Publicaties
- 1873 - De leer der quaternions in hare toepassing op de leer van den circulairen hodograaf (dissertatie Universiteit Utrecht)
- 1881 - Leerboek der Natuurkunde (1e druk 1881/82; 2e druk 1889/91; 3e druk 1897/99)
- 1885 - Bijdrage tot de theorie der capillaire verschijnselen (Amsterdam, Johannes Müller, 1885, 63 pagina's)
- 1888 - Wetten en hypothesen op het gebied van de natuurkunde (oratie Universiteit Utrecht)
- 1888 - De lineaire spectra der elementen

## Bron
- Het Utrechts Archief Afbeelding V.A. Julius
- Nieuw Nederlands Biografisch Woordenboek Deel 2 (1912) door P.J. Blok en P.C. Molhuysen
- Profiel van een faculteit - De Utrechtse bètawetenschappen 1815-2011, Patricia Faasse, ISBN 978-90-8704-265-3
- Personeelsblad van de Faculteit Natuur- en Sterrenkunde ('Fylakra'), nr. 3, 1996, 40e jaargang

- Biografisch Portaal: 29821424
- Digitale Bibliotheek voor de Nederlandse Letteren: juli005
- Gemeinsame Normdatei: 11917264X
- International Standard Name Identifier: 0000 0000 6674 9832
- Library of Congress Control Number: no2020110774
- Mathematics Genealogy Project: 113881
- Nationale Bibliotheek van Israël: 987010982092205171
- Nederlandse Thesaurus van Auteursnamen: 070163189
- Virtual International Authority File: 8145857762223020082